# Parlamentswahlen in Niger 1989
Die Parlamentswahlen in Niger 1989 fanden am 12. Dezember 1989 statt. Gewählt wurden die 93 Abgeordneten der Nationalversammlung Nigers.

## Hintergrund
Die Verfassung der Zweiten Republik, die beim Referendum am 24. September 1989 angenommen wurde, sah erstmals seit 1974 wieder ein nigrisches Parlament vor. Die Zweite Republik basierte auf einem Einparteiensystem der Nationalen Bewegung der Entwicklungsgesellschaft (MNSD-Nassara), die als einzige bestehende Partei zu den Parlamentswahlen antrat. Die am 2. November 1989 veröffentlichte Kandidatenliste entstand durch einen Auswahlprozess bei MNSD-Nassara-Versammlungen auf lokaler, regionaler und nationaler Ebene. Am selben Tag wie die Parlamentswahlen fanden die Präsidentschaftswahlen von 1989 statt, bei denen Amtsinhaber Ali Saïbou (MNSD-Nassara) als einziger Kandidat antrat.

## Ergebnisse
Von 3.508.204 registrierten Wählern gingen offiziell 3.334.913 zu den Urnen. Dies entspricht einer Wahlbeteiligung von 95,1 %. 3.329.654 Stimmzettel (99,8 %) wurden als gültig und 5.259 (0,2 %) als ungültig gewertet.
| Partei                                                         | Stimmenanzahl | Stimmenanteil | Sitze |
| -------------------------------------------------------------- | ------------- | ------------- | ----- |
| Nationale Bewegung der Entwicklungsgesellschaft (MNSD-Nassara) | 3.316.182     | 99,6 %        | 93    |
| Ablehnung des Wahlvorschlags                                   | 13.472        | 0,4 %         | –     |
| Gesamt                                                         | 3.329.654     | 100 %         | 93    |

## Folgen
Erstmals waren – mit fünf Abgeordneten – Frauen im nigrischen Parlament vertreten. Am 18. Dezember 1989 wurde der Abgeordnete Moutari Moussa zum Präsidenten der Nationalversammlung gewählt.
Studentenproteste an der Universität Niamey im Februar 1990 waren der Auslöser für die Entstehung einer breiten Oppositionsbewegung, die Studenten, Gewerkschaften, Bürgerbewegungen und die sich bald herausbildenden neuen politischen Parteien Nigers umfasste. Die Bewegung zielte auf die Schaffung eines Mehrparteiensystems. Am 29. Juli 1991 erklärte sich eine diverse politische und gesellschaftliche Gruppierungen einschließende Nationalkonferenz für souverän und ersetzte die 1989 gewählte MNSD-Nassara-Nationalversammlung durch ein Hoher Rat der Republik genanntes Übergangsparlament.